# 사카이시역
사카이시역(일본어: 堺市駅, さかいしえき 사카이시에키[*]) 또는 사카이 시역은 일본 오사카부 사카이시 사카이구에 위치한 서일본 여객철도의 역이다. 쓰루가오카역 ~ 미쿠니가오카역 간을 관리하고 있으며, 한와 라이너 및 특급을 제외한 모든 열차가 정차한다.

## 역 구조
상대식 승강장으로 2면 2선의 지상역이다. 개찰구는 1개소만 존재한다. 승강장의 환경을 개선하기 위한 배리어 프리 시설로서 상하행 승강장에 엘리베이터가 각각 1개씩 설치되어 있다. 에스컬레이터는 없다. 휠체어 이용자를 위해 상하행 승강장에 각각 1개씩의 경사면이 설치되어 있어 인터폰으로 역무원과 연락하여 도움을 받을 수 있다.
역 개찰구는 2층에 있지만 이 개찰구 이외의 2층에 엘리베이터와 에스컬레이터가 없다. 다만 2층에는 보행자용 연락교를 따라 버스 터미널 쪽의 벨마쥬 사카이의 2층과 연결되어 있어 역 서쪽의 사카이구 방면에서는 벨라쥬 사카이의 영업 시간 내에는 엘리베이터나 에스컬레이터의 사용이 가능하다.
이코카 및 제휴 교통카드의 사용이 가능하다.

### 승강장
| 1 | ■ 한와 선 | 덴노지 · 오사카 방면                 |
| 2 | ■ 한와 선 | 오토리 · 간사이 공항 · 와카야마 방면 |

## 역사
- 1932년 2월 2일: 한와 전기 철도 스기모토초 ~ 닌토쿠고료마에 간에 사카이 시 정류장이 개업하였다.
- 1940년 12월 1일: 회사 간 인수 합병에 따라 난카이 전기 철도 야마테 선의 소속이 되었다. 동시에 사카이가네오카 정류장으로 개칭되었다.
- 1944년 5월 1일: 국유화에 따라 일본국유철도의 소속이 됨과 동시에 역으로 승격하였다. 동시에 '가네오카 역으로 개칭되었다.
- 1965년 3월 1일: 사카이 시역으로 개칭되었다.
- 1987년 4월 1일: 민영화에 따라 서일본 여객철도의 소속이 되었다.
- 1991년: 교상역이 되었다.
- 2003년 11월 1일: 이코카의 사용이 개시되었다.

## 인접정차역
| 서일본 여객철도 한와 선                                          | 서일본 여객철도 한와 선 | 서일본 여객철도 한와 선                |
| ---------------------------------------------------------------- | ----------------------- | -------------------------------------- |
| 덴노지 방면                                                      | ■ 한와 선 쾌속·구간쾌속 | 미쿠니가오카 간사이 공항·와카야마 방면 |
| 아사카 덴노지 방면                                               | ■ 한와 선 보통          | 미쿠니가오카 와카야마 방면             |
| 쾌속·구간쾌속에는 간쿠·기슈지 쾌속, 직통 쾌속, B쾌속도 포함된다. |                         |                                        |